# Felisberto Pereira da Silva
Felisberto Pereira da Silva (Cachoeira do Sul, 1831 — , 1912) foi um político brasileiro.

## Biografia
Filho de José Pereira da Silva.
Iniciou seus estudos em Porto Alegre. Formado pela Academia de Direito de São Paulo, depois Faculdade de Direito de São Paulo, em 1855.
Foi deputado provincial pelo Rio Grande do Sul em três legislaturas, como vice-presidente da assembleia provincial: de 16 de março a 28 de maio de 1863, na 10ª legislatura, de 1 de março a 29 de abril de 1873, nas 15ª/16ª legislaturas; como presidente: de 7 de março a 6 de maio de 1874, nas 15ª/16ª legislaturas, de 7 de janeiro de 1875 a 19 de maio de 1876, nas 16ª/17ª legislaturas, de 6 de abril de 1877 a 11 de maio de 1878, nas 17ª/18ª legislaturas, de 8 de maio a 7 de julho de 1880, na 19ª legislatura, de 7 de março a 20 de maio de 1881, na 20ª legislatura. Foi deputado geral de 1882 a 1884.
Foi presidente da província do Rio Grande do Sul, de 26 de janeiro a 19 de julho de 1879.